# LILE

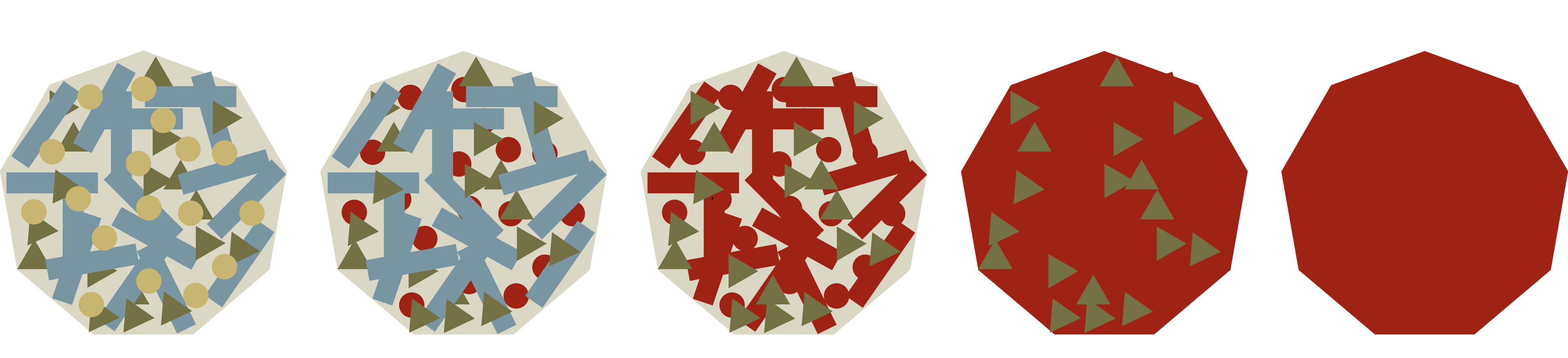
Phénomène de fusion partielle, une roche en fusion émet des fluides magmatiques dont la composition évolue au fur et à mesure de la fusion partielle. Les éléments incompatibles (LILE) quittent la roche et se concentrent dans la phase magmatique donnant de précieuses informations géochimiques.

En pétrologie et géochimie, LILE est l'acronyme anglais pour désigner les éléments lithophiles à grand rayon ionique (Large Ion Lithophile Elements),.
Ce groupe d'éléments est généralement caractérisé par leur incompatibilité lors de la cristallisation des masses lithosphériques et s'accumulent dans la masse fondue (et s'appauvrissent de fait dans les masses non fondues).

## Désignation
Les éléments lithophiles tels que le rubidium, le strontium, le baryum, le niobium, le tantale, le thorium, l'uranium et les terres rares ont une affinité pour les roches silicatées, contrairement aux éléments sidérophiles tels que le fer, le cobalt, l' osmium, l'iridium ou le nickel, qui préfèrent les phases métalliques ou les éléments chalcophiles tels que le soufre, Sélénium, cadmium, arsenic, cuivre ou zinc, que l'on retrouve en phases sulfures.
Les LILE sont parfois aussi appelés LFS pour Low Field Strength : faible intensité de champ) ou LFSE : éléments à faible intensité de champ.
L'intensité du champ du potentiel ionique est défini comme le rapport charge (Z) / rayon (r) : Z / r. Le groupe des LILE est délimité du groupe des HFSE le long de la droite Z / r = 2 (avec Z = 1, 2, ... et r en 10-10 m ou Å) :
- Z / R < 2 s'applique aux LILE,
- et Z / r > 2 s'applique aux HFSE.

## Propriétés
Contrairement aux HFSE immobiles dans les liquides, les LILE sont des éléments très mobiles et peuvent être facilement retirés de la structure rocheuse à l'aide de solutions hydrothermales au cours de processus métasomatiques ou métamorphiques. Ce phénomène doit être pris en compte notamment lors de l'analyse des roches. À l'inverse, des anomalies dans le système LILE peuvent fournir des informations précieuses sur les changements hydrothermaux dans les roches du manteau qui, autrement, passeraient inaperçues.

## Liste des éléments
Les LILE comprennent les éléments suivants avec une charge ionique de +1 et +2 :
| Valence des éléments | Éléments  | Rayons ionique (pm) | Rayons ionique (Å) | Remarques |
| -------------------- | --------- | ------------------- | ------------------ | --- |
| Univalent            | Césium    | 181                 | 1,81               | |
| Univalent            | Rubidium  | 166                 | 1,66               | |
| Univalent            | Potassium | 152                 | 1,52               | |
| Univalent            | Sodium    | 116                 | 1,16               | |
| Bivalent             | Plomb     | 133                 | 1,33               | |
| Bivalent             | Baryum    | 149                 | 1,49               | Ne se comportent pas comme des LILE dans les magmas acides et s'accumulent dans les feldspaths cristallisants. |
| Bivalent             | Strontium | 132                 | 1,32               | Ne se comportent pas comme des LILE dans les magmas acides et s'accumulent dans les feldspaths cristallisants. |
| Bivalent             | Europium  | 131                 | 1,31               | Ne se comportent pas comme des LILE dans les magmas acides et s'accumulent dans les feldspaths cristallisants. |
| Quadrivalent         | Thorium   | 108                 | 1,08               | Ne sont pas des LILE au sens strict (HFSE)                                                                     |
| Quadrivalent         | Uranium   | 103                 | 1,03               | Ne sont pas des LILE au sens strict (HFSE)                                                                     |

Les éléments quadrivalents comme le thorium et l'uranium sont parfois classés dans les LILE, bien qu'ils appartiennent aux HFSE.
Les éléments strontium, baryum et europium ne se comportent pas comme des LILE dans les magmas acides mais comme des éléments compatibles et s'accumulent dans les feldspaths cristallisants.

## Historique et variation de la définition
Le terme LILE a été introduit pour la première fois dans la littérature scientifique par P.W. Gast en 1972. La définition a évolué dans le temps, apportant une confusion dans sa définition.
À cette époque, les terres rares, le thorium et l'uranium étaient encore inclus dans sa première définition. P.W. Gast a également classé le lithium dans les LILE en raison de son potentiel ionique relativement élevé, même s'il n'a qu'un petit rayon ionique (82 pm). Ainsi, P.W. Gast en 1972 incluait : K, Rb, Sr, Cs, Ba, U, Th, Li et toutes les terres rares.
Cependant, cette pratique n'est plus suivie, les LILE devraient plutôt avoir des rayons ioniques plus grands que Na +et Ca 2+- les plus grands cations des minéraux rocheux. De plus, les terres rares ne sont pour la plupart plus comptées parmi les LILE. Toutefois pour certains auteurs, LILE reste synonyme d'éléments traces incomptaible (dans un magma) au sens large, alors que d'autres auteurs parlent d'éléments traces incompatibles caractérisés par un faible rapport charge / rayon ionique, : K, Rb, Sr, Cs, Ba, Eu, Sr, Pb.